# Theys
Theys is een gemeente in het Franse departement Isère (regio Auvergne-Rhône-Alpes). De plaats maakt deel uit van het arrondissement Grenoble. Theys telde op 1 januari 2022 2.014 inwoners. 

## Geografie
De oppervlakte van Theys bedroeg op 1 januari 2022 35,77 vierkante kilometer; de bevolkingsdichtheid was toen 56,3 inwoners per km².

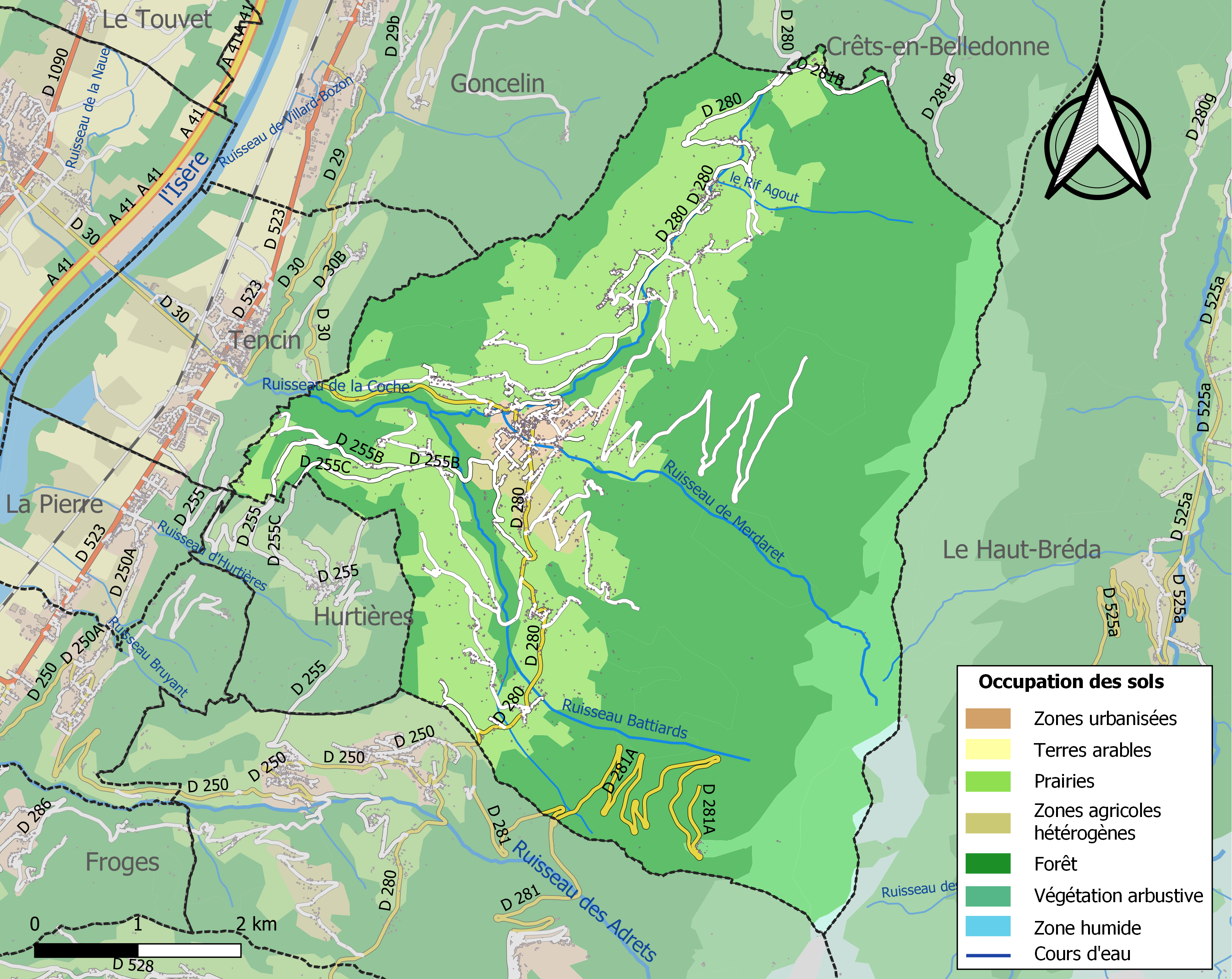
Kaart van de gemeente met de belangrijkste infrastructuur, bodemgebruik en omliggende gemeenten

## Demografie
Onderstaande figuur toont het verloop van het inwonertal (bron: INSEE-tellingen).